# 云溪镇 (盐亭县)
云溪镇，是中华人民共和国四川省绵阳市盐亭县下辖的一个乡镇级行政单位。2019年12月，将原毛公乡东永村和凤灵街道弥江社区、复兴村所属行政区域划归云溪镇管辖，云溪镇人民政府驻凤池上街62号。

## 行政区划
云溪镇下辖以下地区：
凤池街社区、月圆社区、河溪村、石牌村、三清村、阳山村、海门村、昝家村、大堰村、临江村、东一村和石坎村。